# Thái Sơn, Hiệp Hòa
Thái Sơn là một xã thuộc huyện Hiệp Hòa, tỉnh Bắc Giang, Việt Nam.

## Địa lý
Xã Thái Sơn có diện tích 4,56 km², dân số năm 2023 là 6.446 người, mật độ dân số đạt 1.413 người/km².

## Hành chính
Xã Thái Sơn được chia thành 5 thôn: Đồng Tân, Giang Tân, Quế Sơn, Thái Thọ, Trung Sơn.

## Lịch sử
Đầu thế kỷ XIX, tổng Quế Trạo thuộc huyện Hiệp Hòa gồm 5 xã: Thù Cốc, Thù Sơn, Mai Sơn, Phẩm Trật, Quế Trạo. Xã Quế Trạo sau đổi tên thành xã Quế Sơn.
Sau năm 1945, tổng Quế Trạo chia thành 3 xã: Hòa Phong, Hùng Sơn, Quế Trạo.
Cuối năm 1948 đến đầu năm 1949, thành lập xã Hòa Sơn trên cơ sở 3 xã: Hòa Phong, Hùng Sơn, Quế Trạo.
Năm 1949, thành lập xã Hưng Đạo trên cơ sở tách thôn Trung Sơn của xã Thái Sơn.
Cuối năm 1953, chia xã Hòa Sơn thành 3 xã: Hòa Sơn, Hùng Sơn, Thái Sơn.
Xã Thái Sơn có 4 thôn: Thái Thọ, Quế Sơn, Đồng Tân, Giang Tân.
Ngày 20 tháng 7 năm 1957, Bộ Nội vụ ban hành Nghị định số 483-NV/ND/TT về việc sáp nhập thôn Trung Sơn của xã Hưng Đạo vào xã Thái Sơn.
Xã Thái Sơn có 5 thôn: Thái Thọ, Quế Sơn, Đồng Tân, Giang Tân, Trung Sơn.
Ngày 31 tháng 3 năm 1958, Bộ Nội vụ ban hành Nghị định số 103-NV về việc thành lập xã Thái Đào trên cơ sở 7 xóm: Dạ, Chùa, Then, Mỹ, Ghép, Cống, An Thái của xã Thái Sơn.
Xã Thái Sơn còn lại 10 xóm: Tây, Kép, Dung, Gáo, Hấn Can, Rồng, Đông Tiến, Việt Tiến, Tân Tiến, Dũng Tiến.